# Ozero Kishkenesor
Ozero Kishkenesor är en saltsjö i Kazakstan. Den ligger i den norra delen av landet, 300 km norr om huvudstaden Astana. Arean är 7,7 kvadratkilometer.